# Programa Soyuz

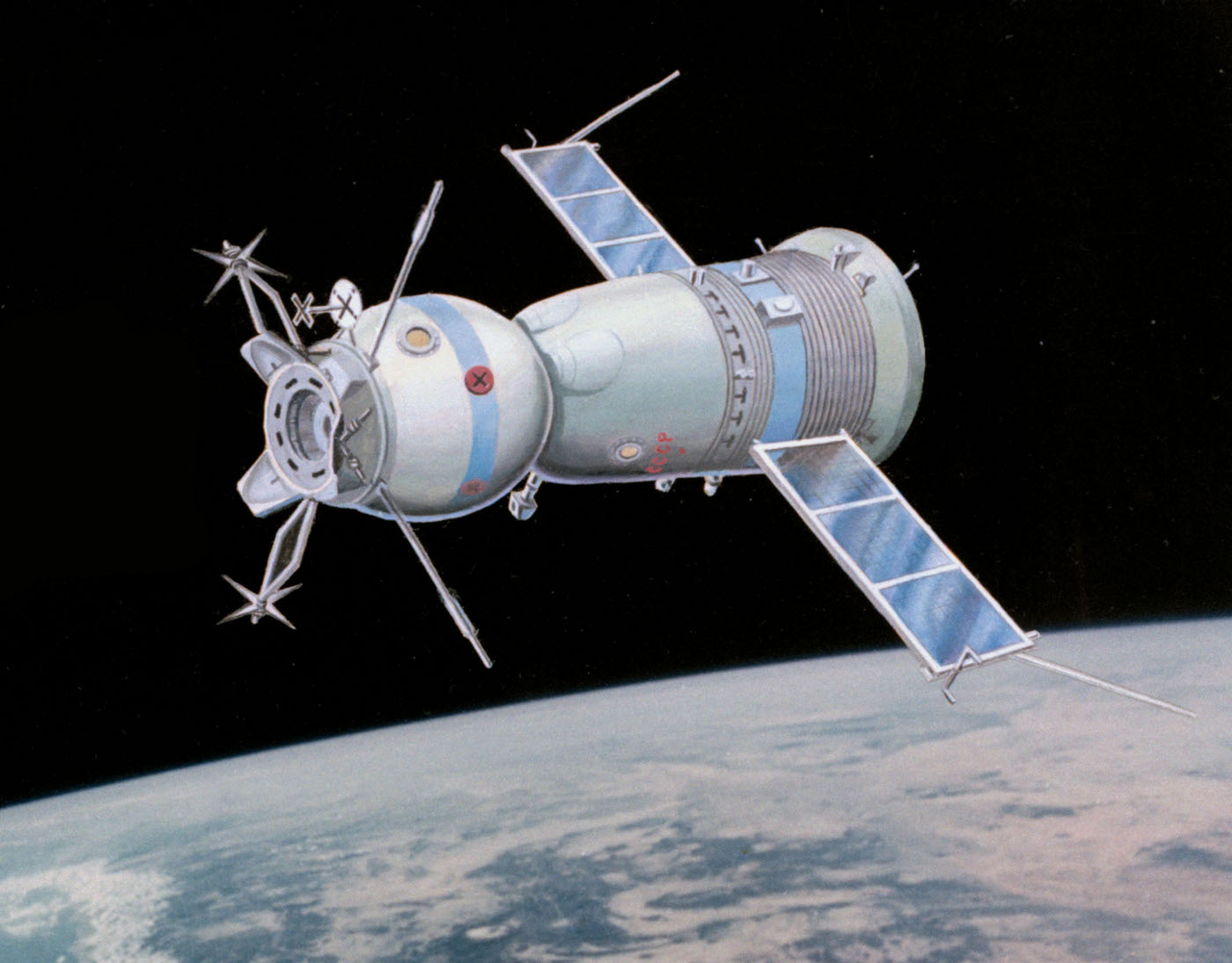
Uma das espaçonaves usadas no Programa Soyuz.

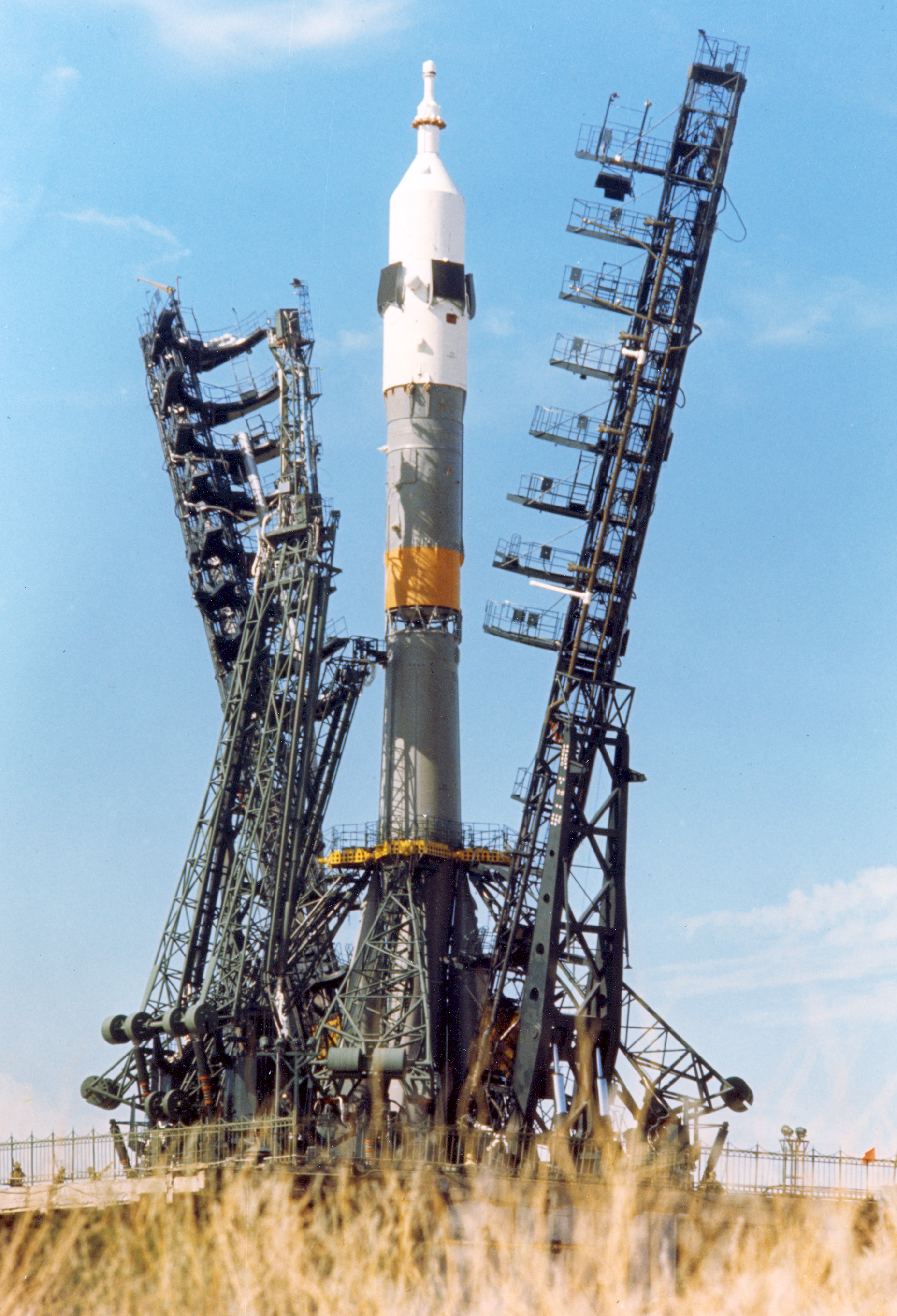
Um dos foguetes usados no Programa Soyuz.

O Programa Soyuz, em russo Союз (que significa "União"), é um programa de voos espaciais tripulados iniciado pela União Soviética no início dos anos 1960. A espaçonave Soyuz era originalmente parte de um projeto de pouso na Lua destinado a colocar um cosmonauta soviético na Lua. Foi o terceiro programa soviético de voos espaciais tripulados após os programas Vostok (1961-1963) e Voskhod (1964-1965).
O programa consiste na cápsula Soyuz e no foguete Soyuz e agora é de responsabilidade da Roscosmos russa. Após a aposentadoria do ônibus espacial em 2011, a Soyuz foi a única maneira de os humanos chegarem à Estação Espacial Internacional (ISS) até 30 de maio de 2020, quando a Crew Dragon voou para a ISS pela primeira vez com astronautas.

## Foguete Soyuz
Os veículos de lançamento usados no sistema de lançamento descartável Soyuz são fabricados no Progress State Research and Production Rocket Space Center (TsSKB-Progress) em Samara, Rússia. Além de serem usados no programa Soyuz como lançador para a espaçonave tripulada Soyuz, os veículos de lançamento Soyuz agora também são usados para lançar espaçonaves robóticas de abastecimento Progress para a Estação Espacial Internacional e lançamentos comerciais comercializados e operados pela TsSKB-Progress e pela empresa Starsem. Atualmente, os veículos Soyuz são lançados do Cosmódromo de Baikonur, no Cazaquistão, e do Cosmódromo de Plesetsk, no noroeste da Rússia e, desde 2011, os veículos de lançamento Soyuz também estão sendo lançados do Centro Espacial da Guiana, na Guiana Francesa. O novo local de lançamento da Soyuz no Porto Espacial tem lidado com lançamentos da Soyuz desde 21 de outubro de 2011, data do primeiro lançamento. Em dezembro de 2019, 19 lançamentos da Guiana Soyuz foram feitos a partir do Centro Espacial da Guiana Francesa, todos bem-sucedidos.

## Derivados
A espaçonave Zond foi projetada para levar uma tripulação ao redor da Lua, mas nunca alcançou o grau necessário de segurança ou necessidade política. Zond 5 circundou a Lua em setembro de 1968, com duas tartarugas e outras formas de vida, e retornou em segurança à Terra, embora em uma entrada atmosférica que provavelmente teria matado viajantes humanos.
A série Progress de naves de carga robóticas para a Salyut, Mir e ISS usa a seção do motor, módulo orbital, navegação automática, mecanismo de acoplamento e layout geral da espaçonave Soyuz, mas são incapazes de reentrada.
Embora não seja um derivado direto, a espaçonave chinesa Shenzhou segue o modelo básico originalmente pioneiro da Soyuz.

## Voos tripulados da Soyuz
Mais informações: Lista de missões soviéticas de voos espaciais tripulados e Lista de missões russas de voos espaciais tripulados
- As missões espaciais tripuladas soviéticas começaram em 1961 e terminaram em 1991 com a dissolução da União Soviética.
- O programa russo de missões espaciais tripuladas começou em 1991 e continua até hoje. As missões tripuladas da Soyuz foram as únicas naves espaciais que visitaram a Estação Espacial Internacional, desde o término do programa do ônibus espacial em 2011, até o lançamento do Crew Dragon Demo-2 em 30 de maio de 2020.[13][14] A Estação Espacial Internacional sempre tem pelo menos uma espaçonave Soyuz acoplada o tempo todo para uso como nave de fuga.[15][16]

## Voos não tripulados da Soyuz
1. Kosmos 133 - falha no lançamento
2. Kosmos 140 - dano de reentrada
3. Kosmos 186
4. Kosmos 188
5. Kosmos 212
6. Kosmos 213
7. Kosmos 238
8. Soyuz 2 - falha ao acoplar
9. Kosmos 379
10. Kosmos 396
11. Kosmos 434
12. Kosmos 496
13. Kosmos 573
14. Kosmos 613
15. Kosmos 638
16. Kosmos 656
17. Kosmos 670
18. Kosmos 672
19. Kosmos 772 - falha parcial
20. Soyuz 20
21. Kosmos 869
22. Kosmos 1001
23. Kosmos 1074
24. Soyuz 34
25. Soyuz T-1
26. Soyuz TM-1
27. Soyuz MS-14
28. Soyuz  MS-23